# Universidad de Keiō
La Universidad de Keiō (慶應義塾大学 Keiō Gijuku Daigaku?) es una universidad japonesa ubicada en Minato-ku, Tokio. Es conocido como el instituto más antiguo de educación superior en Japón. Su fundador, Fukuzawa Yukichi, originalmente lo estableció como una escuela de estudios occidentales en 1858 en Edo (ahora Tokio). 
La universidad es una de las trece universidades del Proyecto "Global 30" del Ministerio de Educación, Cultura, Deportes, Ciencia y Tecnología del Japón. En los Estados Unidos, Keio tiene una escuela secundaria llamada "Keio Academy of New York".

## Descripción del conjunto

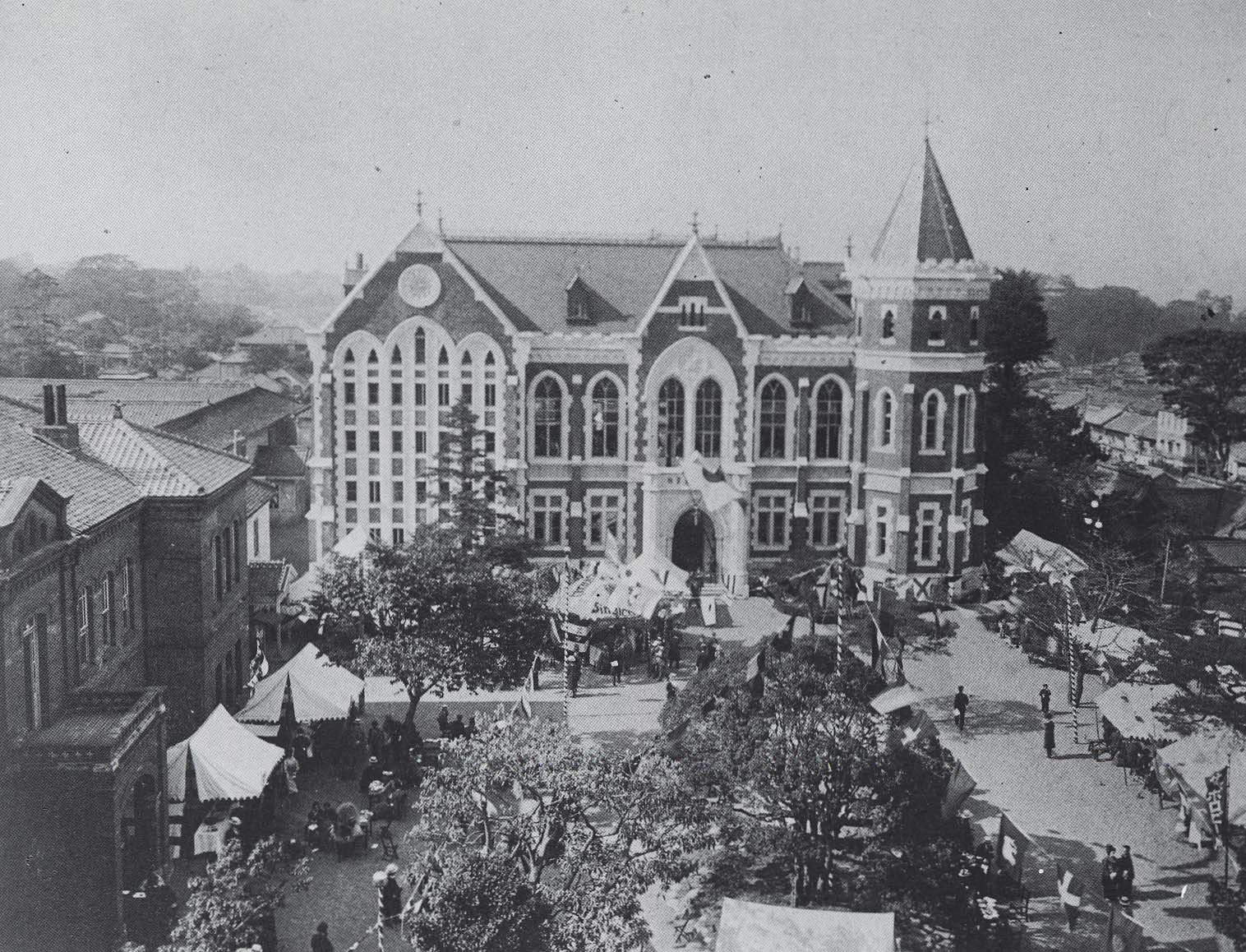
Exterior de la Universidad Keio en mayo de 1912.

Keio remonta su historia a 1858 cuando Fukuzawa Yukichi, que había estudiado el sistema educativo occidental en la Universidad Brown en los Estados Unidos, comenzó a enseñar el neerlandés mientras era un huésped de la familia Okudaira. Fue fundada en 1858 como una escuela de estudios occidentales situada en una de las casas de mansión en Tsukiji. 
Su raíz se considera como la escuela Han para los estudios de Kokugaku nombrados Shinshu Kan establecidos en 1796. Keio cambió su nombre como "Keio Gijuku" en 1868, que vino del nombre de la era "Keio" y "Gijuku" como la traducción de la escuela pública.
Se trasladó a la ubicación actual en 1871, estableció la Escuela de Medicina en 1873, y el departamento de la universidad oficial con estudios de Economía, Derecho y Alfabetización en 1890.
En 1868 cambió el nombre de la escuela a Keio Gijuku y dedicó todo su tiempo a la educación. Mientras que la identidad inicial de Keiō era la de una escuela privada de estudios occidentales, expandió y estableció su primera facultad universitaria en 1890, y se hizo conocido como instituto principal en la educación superior japonesa. Fue la primera universidad japonesa en llegar a su 150 aniversario, celebrando este aniversario en 2008.
Keio tiene centros de investigación líderes. Cuenta con aproximadamente 30 Centros de Investigación ubicados en sus cinco campus principales y en otras instalaciones para investigación avanzada en Japón. La Universidad de Keio se ha unido al MIT y al INRIA francés para acoger el W3C internacional.
Tiene once campus en Tokio y Kanagawa. Cuenta con diez facultades: Letras, Economía, Derecho, Comercio y Negocios, Medicina, Ciencia y Tecnología, Gestión de Políticas, Estudios de Medio Ambiente e Información, Enfermería y Asistencia Médica y Farmacia.

## Doctoreshonoris causa
- Kap-Young Jeong (2014)
- Otoshige Sakai (2013)
- Marcel K. Richter (2013)
- Patrick Chedmail (2012)
- Vinton Gray Cerf (2012)
- Jigme Khesar Namgyel Wangchuck (2011)
- Han-Joong Kim (2011)
- Fritz Klocke (2010)
- Joseph S. Nye, Jr. (2010)
- Jan Peter Balkenende (2009)
- Klaus Stern (2009)
- S R Nathan (2009)
- Sandra Day O'Conner (2008)
- Vartan Gregorian (2008)
- Peter Mathias (2008)
- Jean Pierre Bourguignon (2008)
- Harold W.Kroto (2008)
- Tim Hunt (2008)
- Paul David Hewson (Bono) (2008)
- Emmanuel Le Roy Ladurie (2008)
- Jean- Michel Grandmont (2007)
- Tarisa Watanagase (2007)
- Susilo Bambang Yudhoyono (2006)
- Peter Courtland Agre (2006)
- Alexander Ioffe (2006)
- Helmut Rüßmann (2005)
- Hans-Kurt Tönshoff (2004)
- Mahathir Mohamad (2004)
- Dale W. Jorgenson (2003)
- Pierre Vaussy (2003)
- Lawrence R. Klein (2002)
- Peter Müller (2001)
- Kazuo Watanabe (1999)
- Lionel W. McKenzie (1998)
- Gérard Debreu (1997)
- Jacques Chirac (1996)
- Helmut Kohl (1996)
- George P. Shultz (1996)
- Daniel Bell (1995)
- Paul Keating (1995)
- Tansu Çiller (1995)
- Alberto Kenya Fujimori Fujimori (1994)
- Leonid Hurwicz (1993)
- Jacques Delors (1993)
- Heinz Müller-Dietz (1992)
- Georg Ress (1992)
- Paul A. Volcker (1991)
- Raymond Barre (1991)
- Helmut Schmidt (1991)
- Alvin Toffler (1990)
- Hans Joachim Hirsch (1990)
- Andrei Dmitriyevich Sakharov (1989)
- Carl Hermann Ule (1988)
- Gerald Rudolph Ford (1987)
- Wilhelm Karl Geck (1985)
- Taro Takemi (1983)
- John Butterfield (1983)
- Derek Stanley Brewer (1982)
- Mana Saeed Al Otaiba (1980)
- Burrhus Frederic Skinner (1979)
- Gottfried Baumgartel (1977)
- Amintore Fanfani (1977)
- Pierre Elliott Trudeau (1976)
- Sommai Hoontrakoon (1974)
- Kia-Ngau Chang (1972)
- Paul Anthony Samuelson (1971)
- Konosuke Matshita (1971)
- Roland Kammel (1971)
- Helmut Winterhager (1971)
- Gerhard Luke (1970)
- Arthur Kaufmann (1970)
- Seiichiro Takahashi (1968)
- Anzaemon Matsunaga (1968)
- Edwin Oldfather Reischauer (1967)
- Eugene Robert Black (1965)
- Masafumi Tomita (1964)
- James Bryant Conant (1961)
- Gregg Manners Sinclair (1960)
- Rune Capitant (1960)
- Konrad Adenauer (1960)
- Pandit Jawaharlal Nehru (1957)
- Robert L. Gitler (1956)
- Oliver Rufus McCoy (1956)
- Selman Abraham Waksman (1953)